# Промени в праславянската вокална система
В ранния праславянски език се извършва съществени за по-нататъшния езиков развой качествени промени в системата на гласните.

## Преминаване на квантитета в квалитет
Първата такава промяна е позната под наименованието преминаване на квантитета в квалитет. Това е изменение в качеството на дългите гласни, които първоначално се превръщат в дифтонги или само изгубват дългото си звучене.
| ī > i | ĭ > ь |
| ū > y | ŭ > ъ |
| ē > ĕ | ĕ > e |
| ō > a | ŏ > o |
| ā > a | ă > o |

По този начин квантитетът на гласните престава да има фонологична стойност в праславянски.

## Монофтонгизация на възходящите дифтонги
Преминаването на квантитета в квалитет в праславянски е последвано от т.нар. монофтонгизация на възходящите дифтонги , т.е. превръщането на дифтонгите в монофтонги – прости гласни:
- oĭ, aĭ > ĕ
- eĭ > i
- oŭ, aŭ > u
- eŭ > ’u (ü); u

Тази промяна също е основна черта на славянската фонетика и е свързана с типичните славянски фонетични закони за синхармонизма и възходящата звучност в рамките на сричката.
Характерна за праславянски е появата на назални (носови) гласни:
- on, om; an, am > ọ
- en, em; ņ, m (сричкотворни), in (в заети думи)> ę

## Вокализъм в краесловието
В праславянски при промяна на дългите гласни и дифтонгите, в края на думите понякога се получават различни рефлекси, което се дължи най-вероятно на отслабената артикулация, но и на граматична аналогия (например, при падежните окончания).
В краесловието кратките високи вокали ĭ и ŭ се развиват така:
- ĭm, ĭn > ь (запазва се краткостта)
  - – * gastin > gostь (винителен падеж, единствено число)
- ŭm, ŭn > ъ
  - – * sūnun > synъ (винителен падеж, единствено число)
- ĭns > i : * gastins > gosti
- ŭns > y : * sūnuns > syny

Подобно на u в краесловна позиция се развива и старото o:
- om, on > ъ
- os > ъ
- ons > y

Краесловното ēr се променя в i:
- – * mater > mati

В края на думите дифтонгите oĭ и aĭ дават при различна интонация различни рефлекси:
- при низходяща интонация oĭ, aĭ > ĕ:
  - при съществителни имена от a-основи:rọcĕ (дателен падеж, местен падеж, единствено число)
  - при съществителни имена от o-основи: rabĕ (местен падеж, единствено число)

- при възходяща интонация oĭ, aĭ > i
  - при съществителни имена от o-основи: rabi, vlъci, bodzi < * bogoĭ (именителен падеж, множествено число)

В краесловието голямата носовка (назално ọ) във винителен падеж единствено число при съществителни от женски род, a-основи и при глаголите в първо лице сегашно време е рефлекс на am, an:
- ženọ, dvignọ, nesọ